# Boot manager
En boot manager är en programvara som används för att starta ("boota") en persondator av PC-typ. Den lagras oftast på systemhårddisken. Bootmanagern tar vid efter bootloadern, och har som huvuduppgift att starta operativsystemkärnan. Många boot managers har också ett grafiskt användargränssnitt för att fråga användaren om olika startalternativ, till exempel vilket operativsystem som ska startas. Boot managers kan också läsa in startalternativ från speciella filer. 
- Bootloadern i nyare Microsoft Windows-system är NTLDR.
- Linux-system använder oftast LILO eller GRUB.